# Balada en re menor

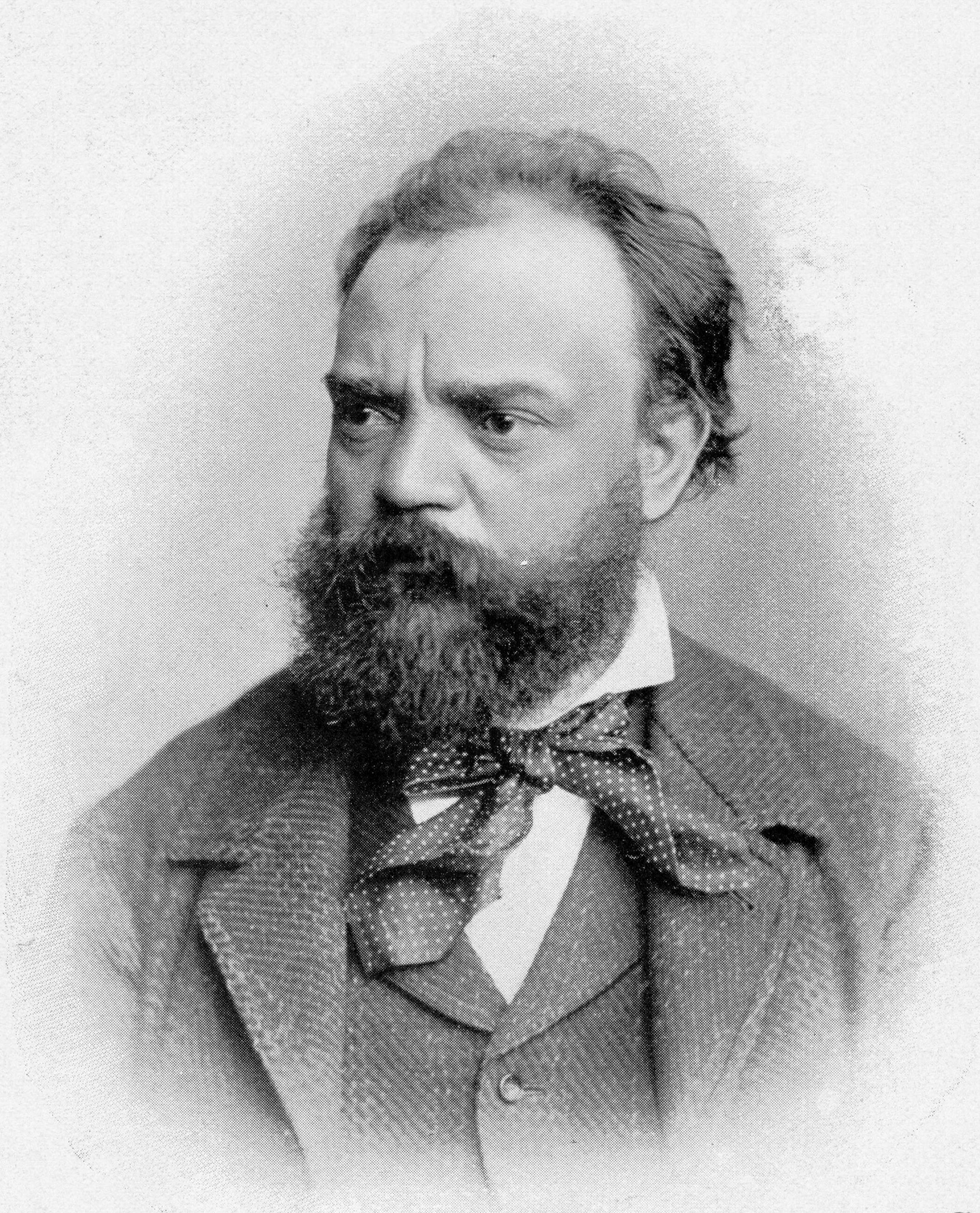
Antonín Dvořák, compositor de la obra, en 1882.

Balada en re menor, op. 15 (B.139), es una balada para violín y piano, compuesta por Antonín Dvořák en 1884. Al igual que con el Tercer trío para piano, el Scherzo capriccioso, la Obertura Husita y la Séptima Sinfonía, compuestas en el mismo período, la obra está escrita en un estilo más dramático, oscuro y agresivo que reemplaza el estilo folclórico despreocupado del «período eslavo» de Dvořák.
Una actuación típica dura 6 minutos.